# Рибейру, Эрнешту Интше
Эрнесту Родольфо Интше Рибейру (порт. Ernesto Hintze Ribeiro;
7 ноября 1849, Понта-Делгада, Азорские острова — 1 августа 1907, Лиссабон) — португальский политический и государственный деятель. Доктор права (1872), адвокат. Премьер-министр Португалии (1893—1897, 1900—1904, 1906). Министр финансов, общественных работ и иностранных дел Португалии. Член Лиссабонской академии наук

## Биография
Изучал право в Коимбрском университете.
Был видным парламентарием и пэром королевства, генеральным прокурором, министром общественных работ, финансов и иностранных дел, а также бесспорным лидером Партии возрождения, трижды занимал пост председателя Совета министров.
Несколько раз входил в состав правительства. Являясь членом (с 1878) партии Партии возрождения и её официальным главой с 1900 г., был вынужден постоянно вести в парламенте борьбу с выступавшими против этой партии прогрессистами и с левым крылом своей собственной партии. В 1891 году стал действительным государственным советником.
Широко использовал репрессии в борьбе против политической оппозиции. В 1901 году, стремясь укрепить консервативные элементы в парламенте, провёл закон об усилении представительства сельских округов за счёт крупных городов.
Осуществлённые им реформы в области лесного хозяйства, фармацевтики и автономии островной Португалии сегодня являются основой политики страны в этих областях.

## Память
- В его честь названа улица в Понта-Делгада.